# Dziennik Ustaw

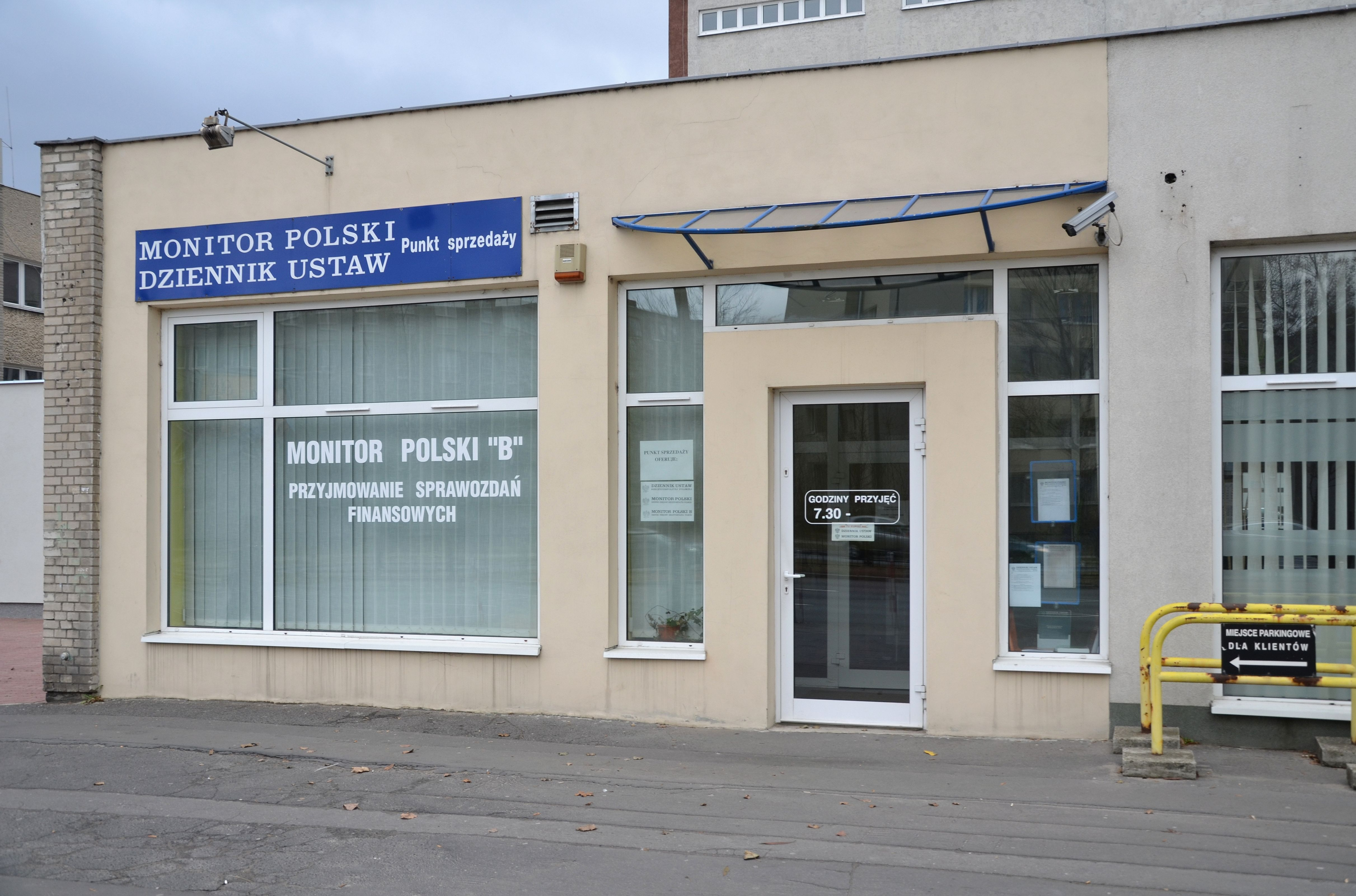
Nieistniejący już dziś punkt sprzedaży Dziennika Ustaw i Monitora Polskiego przy ul. Powsińskiej 69 w Warszawie. Od 1 stycznia 2012 Dziennik Ustaw publikowany jest wyłącznie w formie elektronicznej.

Dziennik Ustaw (skrót legalny: Dz. U., skrót poprawny językowo: DzU albo Dz.U.uwaga do skrótu), pełna nazwa: Dziennik Ustaw Rzeczypospolitej Polskiej – najważniejszy polski dziennik urzędowy. Jest to jedyne oficjalne źródło poznania powszechnie obowiązującego prawa w Polsce. Wydawanie Dziennika Ustaw jest wyłączną kompetencją Prezesa Rady Ministrów, który realizuje ją przy pomocy zespołu redakcyjnego w Rządowym Centrum Legislacji.
Wydawany nieprzerwanie do dziś Dziennik Ustaw powstał na mocy art. 21 dekretu Rady Regencyjnej Królestwa Polskiego z dnia 3 stycznia 1918, a jego pierwszy numer ukazał się 1 lutego 1918 (początkowo pod nazwą Dziennik Praw, obecną nazwę wprowadziła ustawa z 31 lipca 1919).
Od 1 stycznia 2012 Dziennik Ustaw publikowany jest wyłącznie w formie elektronicznej i udostępniany na specjalnie do tego przeznaczonej stronie internetowej.

## Zawartość
W Dzienniku Ustaw ogłasza się akty prawne wymienione w Konstytucji Rzeczypospolitej Polskiej oraz w ustawie o ogłaszaniu aktów normatywnych i niektórych innych aktów prawnych. Są nimi:
1. Konstytucja RP,
2. ustawy,
3. rozporządzenia z mocą ustawy wydane przez Prezydenta Rzeczypospolitej Polskiej,
4. rozporządzenia wydane przez Prezydenta Rzeczypospolitej Polskiej, Radę Ministrów, Prezesa Rady Ministrów, ministrów kierujących działami administracji rządowej, przewodniczących określonych w ustawach komitetów – będących członkami Rady Ministrów, oraz Krajową Radę Radiofonii i Telewizji,
5. teksty jednolite aktów określonych w pkt 1-4,
6. umowy międzynarodowe ratyfikowane za uprzednią zgodą wyrażoną w ustawie oraz oświadczenia rządowe w sprawie mocy obowiązującej tych umów,
7. orzeczenia Trybunału Konstytucyjnego dotyczące aktów normatywnych ogłoszonych w Dzienniku Ustaw,
8. uchwały Rady Ministrów uchylające rozporządzenia ministra,
9. akty prawne dotyczące stanu wojny i zawarcia pokoju,
10. akty prawne dotyczące referendum zatwierdzającego zmianę Konstytucji i referendum ogólnokrajowego,
11. akty prawne dotyczące wyborów do Sejmu i Senatu,
12. akty prawne dotyczące skrócenia kadencji Sejmu,
13. akty prawne dotyczące wyborów Prezydenta Rzeczypospolitej Polskiej,
14. akty prawne dotyczące powszechnej lub częściowej mobilizacji i użycia Sił Zbrojnych do obrony Rzeczypospolitej Polskiej,
15. akty prawne dotyczące stanu wojennego,
16. akty prawne dotyczące stanu wyjątkowego,
17. akty prawne dotyczące stanu klęski żywiołowej,
18. uchwały Sądu Najwyższego w sprawie stwierdzenia ważności wyboru Prezydenta RP, wyborów do Sejmu i Senatu oraz ważności referendum zatwierdzającego zmianę Konstytucji i referendum ogólnokrajowego,
19. obwieszczenia w sprawie sprostowania błędów,
20. inne akty prawne, jeżeli odrębne ustawy tak stanowią.

## Tytuł
Dziennik Ustaw wychodził w Polsce pod różnymi tytułami w zależności od oficjalnej nazwy państwa:
Poprzednicy dziennika urzędowego
Korona Królestwa Polskiego (1386–1795), Rzeczpospolita Obojga Narodów (1569–1795) (I Rzeczpospolita)
- XVI wiek–1793 – konstytucje (zbiór praw uchwalanych przez dany sejm)
- 1732–1952 (lata 1347–1793) – zbiór praw Volumina Legum
- 1794 – Gazeta Rządowa (bez promulgacji)

Dzienniki urzędowe
Ziemie Rzeczypospolitej pod zaborami
- Księstwo Warszawskie (1807–1815)
  - 1807–1813 – Dziennik Praw Księstwa Warszawskiego
- Królestwo Polskie (1815–1918)
  - 1815–1871 – Dziennik Praw Królestwa Polskiego[5]
  - 1875–1914 – wydawnictwo nieoficjalne (po zniesieniu Dziennika Praw)[6][7][8]:
    - 1875–1886 (lata 1871–1885) – Zbiór praw. Postanowienia i rozporządzenia rządu w guberniach Królestwa Polskiego obowiązujące, wydane po zniesieniu w 1871 roku urzędowego wydania Dziennika Praw Królestwa Polskiego[9][10][11]
    - 1887–1903 (lata 1886–1900) – Zbiór praw obowiązujących w Guberniach Królestwa Polskiego[12][10][13]
    - 1903–1907 (lata 1901–1907) – Zbiór Praw Królestwa Polskiego za wiek XX[14][15][16]
    - 1909–1914 (lata 1906–1911) – Roczniki Informacyjne o Nowych Prawach w Królestwie Polskiem Obowiązujących[17][18]

II Rzeczpospolita (1918–1945) (II wojna światowa [1939–1945]), Rzeczpospolita Polska (1944–1952) (Polska Ludowa)
- 1918 – Dziennik Praw Królestwa Polskiego (Dz.Pr.K.P.)
- 1918–1919 – Dziennik Praw Państwa Polskiego (Dz.Pr.P.P.)
- 1919–1952 – Dziennik Ustaw Rzeczypospolitej Polskiej (Dz.U.R.P. lub Dz.U.)

Agresja nazistowskich Niemiec i ZSRR na Polskę w 1939 r. wymusiła konieczność wydawania Dziennika Ustaw Rzeczypospolitej Polskiej poza granicami kraju. Ostatni numer Dziennika Ustaw w walczącej Polsce ukazał się 5 września 1939 r. Od 31 października 1939 r. do 21 czerwca 1944 r. Dziennik Ustaw RP był wydawany początkowo w Paryżu, a później w Londynie przez Rząd RP na uchodźstwie. W okresie od 21 lipca 1944 r. do 5 lipca 1945 r. publikowane były równolegle dwa Dzienniki Ustaw Rzeczypospolitej Polskiej: jeden wydawany w Londynie przez Rząd RP na uchodźstwie i drugi w Lublinie przez władze Polski Ludowej. O faktach tych powszechnie się zapomina. W informatycznych systemach informacji prawnej Dzienniki Ustaw wydawane przez Rząd RP na uchodźstwie kończą się na roku 1943 albo są nawet całkowicie pominięte, jako nieistniejące (dotyczy to także Monitora Polskiego wydawanego na uchodźstwie w latach 1939–1940). Od roku 1944 do 1945 publikowana jest jedynie zawartość Dzienników Ustaw wydawanych przez władze Polski Ludowej.
Polska Rzeczpospolita Ludowa (1952–1989) (Polska Ludowa)
- 1952–1989 – Dziennik Ustaw Polskiej Rzeczypospolitej Ludowej (Dz. U.)

III Rzeczpospolita (1989–) (Rzeczpospolita Polska)
- od 1990 – Dziennik Ustaw Rzeczypospolitej Polskiej (Dz. U.)

## Podstawy prawne
Wydawanie Dziennika Ustaw regulowały kolejno:
- art. 21 Dekretu Rady Regencyjnej z dnia 3 stycznia 1918 r. o tymczasowej organizacji władz naczelnych w Królestwie Polskiem (Dz.U. z 1918 r. nr 1, poz. 1)
- Ustawa z dnia 31 lipca 1919 r. w sprawie wydawania Dziennika Ustaw Rzeczypospolitej Polskiej (Dz.U. z 1919 r. nr 66, poz. 400, Dz.U. z 1924 r. nr 58, poz. 584 oraz Dz.U. z 1925 r. nr 1, poz. 1)
- Rozporządzenie Prezydenta Rzeczypospolitej z dnia 23 grudnia 1927 r. w przedmiocie wydawania Dziennika Ustaw Rzeczypospolitej Polskiej (Dz.U. z 1928 r. nr 3, poz. 18 oraz Dz.U. z 1930 r. nr 13, poz. 89)
- Dekret Prezydenta Rzeczypospolitej z dnia 6 września 1935 r. o wydawaniu Dziennika Ustaw Rzeczypospolitej Polskiej (Dz.U. z 1935 r. nr 68, poz. 423, Dz.U. z 1940 r., nr 11, poz. 28 oraz Dz.U. z 1945 r. nr 55, poz. 305)
- Ustawa z dnia 30 grudnia 1950 r. o wydawaniu Dziennika Ustaw Rzeczypospolitej Polskiej i Dziennika Urzędowego Rzeczypospolitej Polskiej „Monitor Polski” (Dz.U. z 1950 r. nr 58, poz. 524, Dz.U. z 1991 r. nr 94, poz. 420 oraz Dz.U. z 1993 r. nr 7, poz. 34)
- Ustawa z dnia 20 lipca 2000 r. o ogłaszaniu aktów normatywnych i niektórych innych aktów prawnych (Dz.U. z 2019 r. poz. 1461).

## Powoływanie się na źródło
Przy powoływaniu się na akty prawne opublikowane w Dzienniku Ustaw należy przytoczyć pełną nazwę aktu prawnego wraz z datą jego uchwalenia, a następnie w nawiasie podać miejsce publikacji w następujący sposób:
1. skrót tytułu dziennika: „Dz. U.”,
2. jeżeli akt prawny został opublikowany w innym roku, niż data jego uchwalenia, należy podać również rok publikacji: „z XXXX r.”,
3. w odniesieniu do aktów wydawanych przed 2012 r., można podać dodatkowo numer dziennika, w którym akt został opublikowany: „Nr ...”,
4. pozycja w dzienniku, pod którą akt został opublikowany: „poz. ...”,
5. po przecinku dopisek „z późn. zm.” – jeżeli w dacie cytowania obowiązuje wersja aktu zmieniona w stosunku do wersji opublikowanej w cytowanym źródle (forma dopisku wynika bezpośrednio z § 158 ust. 5 zasad techniki prawodawczej[20]; w obiegu nieoficjalnym można czasem spotkać formę „ze zm.”)
6. jeżeli akt został objęty tekstem jednolitym (urzędowym), zamiast miejsca publikacji pierwotnego tekstu, należy podać adres publikacyjny obwieszczenia zawierającego tekst jednolity: „Dz. U. z XXXX r. Nr ..., poz. ...”. Zasady Techniki Prawodawczej nie przewidują w metryce aktu prawnego dodatkowych dopisków, jak np. „tekst jednolity”, „t.j.” itp.

Przykładowy zapis aktu prawnego wraz ze wskazaniem źródła:
- ustawa z dnia 15 września 2000 r. – Kodeks spółek handlowych (Dz. U. z 2024 r. poz. 18, z późn. zm.)
- ustawa z dnia 21 sierpnia 1997 r. o gospodarce nieruchomościami (Dz. U. z 2024 r. poz. 1145, z późn. zm.)
- ustawa z dnia 13 stycznia 2012 r. o zmianie ustawy o emeryturach i rentach z Funduszu Ubezpieczeń Społecznych oraz niektórych innych ustaw (Dz. U. poz. 118)

W internetowych bazach aktów prawnych dla ułatwienia użytkowania można korzystać z zapisu uproszczonego, np. Dz.U.2024.1145.

## Skrót
Zgodnie z § 162 ust. 2 pkt 1 zasad techniki prawodawczej, które jako integralna część rozporządzenia mają moc powszechnie obowiązującą, Dziennik Ustaw Rzeczypospolitej Polskiej oznacza się skrótem „Dz. U.” (ze spacją pomiędzy „Dz.” a „U.”). Nieco inną pisownię zaleca późniejsza (z dnia 15 maja 2006 roku) uchwała ortograficzna nr 13 Rady Języka Polskiego, a mianowicie „DzU” lub „Dz.U.” (bez spacji pomiędzy „Dz” a „U”). Według tej samej uchwały skrót wyrazu „numer” powinien być zapisywany małą literą (czyli „nr”) – co wynika poza tym z ogólnej normy ortograficznej.
Nie należy mylić podobnego skrótu „Dz. Urz.” z Dziennikiem Ustaw. Skrót Dz. Urz. może dotyczyć innego dziennika urzędowego (np. Dz. Urz. Min. Zdrowia) albo Dziennika Urzędowego Unii Europejskiej (np. Dz. Urz. UE, Dz. Urz. WE). W samym Dzienniku Urzędowym UE na jego oznaczenie stosowany jest skrót „Dz.U.”.

## Dostępność
Dziennik Ustaw Rzeczypospolitej Polskiej wydawany jest przez Prezesa Rady Ministrów przy pomocy Rządowego Centrum Legislacji. Od 1 stycznia 2012 r. dostępny w oficjalnej formie elektronicznej na stronie Dzienniki Urzędowe Prezesa Rady Ministrów, z zachowaniem kolejności pozycji w danym roku kalendarzowym. W wersji nieoficjalnej – w darmowych lub płatnych systemach informacji prawnej, np. w Internetowym Systemie Aktów Prawnych na stronach Sejmu Rzeczypospolitej Polskiej – wszystkie numery od 1918 roku. Tekstom ze źródeł nieoficjalnych nie przysługuje przymiot autentyczności, co oznacza, że w razie wystąpienia doniosłego prawnie błędu w nieoficjalnej publikacji, ewentualne negatywne skutki ponosi jego czytelnik (zgodnie z zasadą ignorantia iuris nocet). 4 października 2017 r. udostępniono w formie elektronicznej również Dziennik Ustaw Rzeczypospolitej Polskiej wydawany przez rząd RP na uchodźstwie w latach 1939-1990; nie uwzględniono jednak aktów prawnych wydawanych przez ten rząd przed dniem 5 lipca 1945 r. jako części obowiązującego porządku prawnego na równi z aktami prawnymi władz komunistycznych.

## Kontrowersje związane z ogłaszaniem aktów normatywnych w Dzienniku Ustaw

### Wyrok TK w sprawie K 34/15
W grudniu 2015 prezes Rady Ministrów Beata Szydło wstrzymała publikację w Dzienniku Ustaw wyroku Trybunału Konstytucyjnego w sprawie K 34/15 z 3 grudnia 2015 dotyczącego zgodności z Konstytucją Rzeczypospolitej Polskiej niektórych przepisów ustawy z 25 czerwca 2015 o Trybunale Konstytucyjnym, gdyż w jej ocenie mógł on zostać wydany z „wadami prawnymi” w związku z wydaniem go w pięcioosobowym, a nie dziewięcioosobowym składzie. 10 grudnia 2015 o wyjaśnienia w tej sprawie do prezesa Trybunału Konstytucyjnego wystąpiła szefowa Kancelarii Prezesa Rady Ministrów Beata Kempa, informując o wstrzymaniu publikacji wyroku do czasu ich uzyskania. Był to pierwszy taki przypadek od rozpoczęcia działalności orzeczniczej przez Trybunał Konstytucyjny w 1986. W przesłanej 11 grudnia odpowiedzi prezes TK zwrócił uwagę, że zgodnie z art. 190 ust. 2 Konstytucji ogłaszanie orzeczeń Trybunału Konstytucyjnego jest obowiązkiem konstytucyjnym i podlega wykonaniu niezwłocznie przez organ do tego zobowiązany, którym jest Prezes Rady Ministrów, a Konstytucja nie przewiduje w tym zakresie żadnego wyjątku.
14 grudnia 2015 Prokuratura Okręgowa w Warszawie wszczęła śledztwo w sprawie niedopełnienia w okresie od dnia 3 grudnia 2015 r. przez funkcjonariuszy publicznych obowiązków wynikających z art. 190 ust. 2 Konstytucji RP oraz art. 3 ustawy z dnia 20 lipca 2000 r. o ogłaszaniu aktów normatywnych i niektórych innych aktów prawnych poprzez zaniechanie niezwłocznego ogłoszenia wyroku Trybunału Konstytucyjnego, zapadłego w dniu 3 grudnia 2015 r., czym działano na szkodę interesu publicznego (czyn z art. 231 § 1 Kodeksu karnego).
Wyrok w sprawie K 34/15 został opublikowany 16 grudnia 2015.
Śledztwo w tej sprawie zostało umorzone 7 stycznia 2016. Z ustaleń stołecznej Prokuratury Okręgowej wynika, że wyrok pod względem technicznym był gotowy do publikacji 4 grudnia 2015, tj. następnego dnia po przekazaniu go przez prezesa TK do Rządowego Centrum Legislacji, jednak decyzja w przedmiocie jego ogłoszenia miała zostać podjęta indywidualnie przez Prezes Rady Ministrów Beatę Szydło. W ocenie Prokuratury wyrok od dnia 4 grudnia 2015 r. do dnia 16 grudnia 2015 r., tj. daty w której został ogłoszony, nie był opublikowany z przyczyn leżących po stronie Prezes Rady Ministrów, a zwłoka w publikacji wyroku skutkowała stanem zagrożenia dla interesu publicznego. O decyzji o umorzeniu postępowania zadecydował fakt ostatecznego opublikowania wyroku TK oraz brak możliwości wykazania, że Prezes Rady Ministrów, nie ogłaszając wyroku w okresie pomiędzy 4 grudnia 2015 r. a 16 grudnia 2015 r., „miała świadomość w postaci pewności lub możliwości, iż działa na szkodę interesu publicznego”.

### Wyrok TK w sprawie K 47/15
W marcu 2016 Beata Szydło wstrzymała publikację w Dzienniku Ustaw kolejnego wyroku Trybunału Konstytucyjnego – w sprawie K 47/15, dotyczącego nowelizacji ustawy o TK z 22 grudnia 2015 – twierdząc, że nie może opublikować czegoś, co jest „stanowiskiem niektórych sędziów TK”. Zawiadomienia w sprawie nieopublikowania wyroku złożyło do prokuratury ponad 1700 osób fizycznych, a także stowarzyszenia i fundacje.
27 kwietnia 2016 Prokuratura Okręgowa Warszawa-Praga odmówiła wszczęcia śledztwa w sprawie niedopełnienia przez funkcjonariuszy publicznych obowiązków wynikających z art. 190 ust. 2 Konstytucji Rzeczypospolitej z 2 kwietnia 1997 roku oraz z art. 3 ustawy z 10 lipca 2000 roku o ogłaszaniu aktów normatywnych i niektórych innych aktów prawnych poprzez zaniechanie niezwłocznego ogłoszenia wyroku Trybunału Konstytucyjnego z 9 marca 2016 roku. Prokurator okręgowy Paweł Blachowski w uzasadnieniu decyzji napisał, iż w toku postępowania sprawdzającego nie stwierdzono w działaniach Prezesa Rady Ministrów, Ministra-Członka Rady Ministrów oraz prezesa i pracowników Rządowego Centrum Legislacji znamion niedopełnienia obowiązków. Prokuratura uznała także, że rząd ma obowiązek weryfikować legalność orzeczeń Trybunału Konstytucyjnego, jednak bez podania podstawy prawnej. Wcześniej od śledztwa zostali odsunięci prokuratorzy, którzy chcieli rozpocząć dochodzenie w tej sprawie. 5 czerwca 2018 rozstrzygnięcie w sprawie K47/15 zostało opublikowane w Dzienniku Ustaw w wyniku wejścia w życie w dniu 23 maja 2018 uchwalonej przez Sejm 12 kwietnia 2018 nowelizacji ustawy - Przepisy wprowadzające ustawę o organizacji i trybie postępowania przed Trybunałem Konstytucyjnym oraz ustawę o statusie sędziów Trybunału Konstytucyjnego.

### Kolejne wyroki TK
Do 27 maja 2016 Beata Szydło wstrzymała publikację siedmiu następnych wyroków TK.
16 sierpnia 2016 rząd Beaty Szydło opublikował 18 zaległych orzeczeń Trybunału Konstytucyjnego w Dzienniku Ustaw. Nie dokonano promulgacji 2 wyroków – z 9 marca i 11 sierpnia.
29 grudnia 2016 opublikowano 15 zaległych orzeczeń TK wydanych między 27 września a 13 grudnia (poz. 2196–2210). Nie zostały opublikowane 3 wyroki, w tym wyrok z 9 marca 2016
22 marca 2018 roku do Sejmu wpłynął poselski projekt ustawy o zmianie ustawy – Przepisy wprowadzające ustawę o organizacji i trybie postępowania przed Trybunałem Konstytucyjnym oraz ustawę o statusie sędziów Trybunału Konstytucyjnego autorstwa posłów Prawa i Sprawiedliwości.  Projekt ma na celu określić sposób publikacji rozstrzygnięć Trybunału Konstytucyjnego z 9 marca, 11 sierpnia i 7 listopada 2016 r. (sygn. K 47/15, K 39/16 oraz K 44/16). 12 kwietnia 2018 roku Sejm, głównie głosami posłów klubu Prawa i Sprawiedliwości oraz koła Wolni i Solidarni, uchwalił ustawę o zmianie ustawy – Przepisy wprowadzające ustawę o organizacji i trybie postępowania przed Trybunałem Konstytucyjnym oraz ustawę o statusie sędziów Trybunału Konstytucyjnego. 2 maja 2018 roku ustawę podpisał prezydent RP Andrzej Duda. Ustawa weszła w życie w ciągu 14 dni od dnia ogłoszenia w Dzienniku Ustaw, czyli 23 maja 2018 roku. Zgodnie z art. 2 ustawy rozstrzygnięcia z 9 marca, 11 sierpnia i 7 listopada 2016 roku zostaną opublikowane po zarządzeniu ich publikacji przez prezesa TK wydanego w ciągu 7 dni od dnia wejścia w życie ustawy, czyli do 30 maja 2018 roku. 4 czerwca 2018 roku rzecznik prasowy TK Robert Lubański poinformował PAP, że prezes Trybunału Konstytucyjnego Julia Przyłębska zarządziła 29 maja 2018 roku publikację trzech rozstrzygnięć TK z 2016 r.. 5 czerwca 2018 roku opublikowano rozstrzygnięcia Trybunału Konstytucyjnego z 9 marca, 11 sierpnia i 7 listopada 2016 roku (sygn. K 47/15, K 39/16 oraz K 44/16) w Dzienniku Ustaw.
Za sprawą protestów przeciwko wyrokowi TK z 22 października 2020, z jego publikacją zwlekano do 27 stycznia 2021.
Instytucja publikacji w Dzienniku Ustaw stała się narzędziem rozgrywek politycznych ugrupowań sprawujących władzę. 

### Wyroki TK po 13 grudnia 2023
Po zaprzysiężeniu trzeciego rządu Donalda Tuska nad sentencjami wyroków TK, wydanych z udziałem tzw. sędziów dublerów, zaczęto dodawać adnotację wskazującą, że zgodnie z wyrokami Europejskiego Trybunału Praw Człowieka dany wyrok został wydany „w składzie ustalonym z naruszeniem podstawowej zasady mającej zastosowanie do wyboru sędziów Trybunału Konstytucyjnego i w konsekwencji naruszającym istotę prawa do sądu ustanowionego na mocy ustawy”. Po raz pierwszy opublikowano w ten sposób wyrok TK z 5 grudnia 2023 dotyczący przepisów Prawa łowieckiego (publikacja nastąpiła 18 grudnia 2023). Forma publikacji tych wyroków spotkała się z krytyką części prawników, którzy wskazują na brak podstawy prawnej dla umieszczenia takiej adnotacji.